# Rózsahegyi György
Rózsahegyi György (Budapest, 1940. november 21. – Budapest, 2010. június 28.) magyar karikaturista, grafikus, festőművész.

## Élete
Édesapja, Rózsahegyi Jenő (1899–1975) világszerte számon-tartott profi bokszoló volt, aki a háború előtt jó nevű sportiskolát működtetett Budapesten és hobbija a festőművészet volt. Anyja Frank Magdolna (1905–1997) női szabó volt.
Fia mindkét területen nyomdokaiba lépett, de sportsikereit megakadályozta egy sérülés, amely miatt fel kellett hagynia az ökölvívással. A rajzolás viszont már kisgyermek korától Rózsahegyi György szenvedélyévé vált, kedvtelésből portrékat kezdett készíteni szinte mindenkiről, aki az útjába került. Fia tehetségét látva édesapja letette az ecsetet és átadta neki festőszerszámait, így 14 éves korától a rajzolás mellett festészettel is foglalkozni kezdett és nagy lelkesedéssel folytatta képzőművészeti tanulmányait mesterei – többek között Kmetty János – iránymutatásai mellett.
A szakma már korán felfigyelt egyedi karikatúra stílusára, ezért műszaki szerkesztői, grafikusi állását félmunkaidősre váltotta, hogy szabadúszóként eleget tehessen többek között a Magyar Nemzet, a Népsport és az Esti Hírlap megrendeléseinek, később pedig kiadta a karikatúraköteteit.

## Munkássága, stílusa

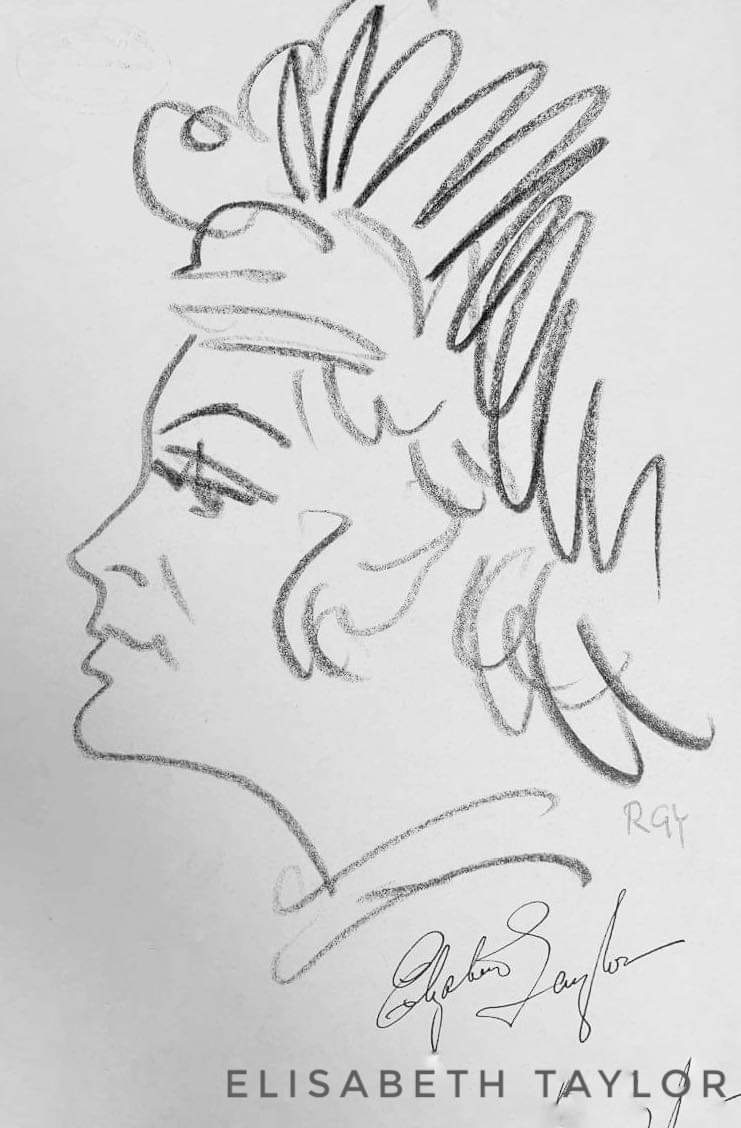
Liz Taylor, karikatúra

Rózsahegyi György olyan egyedülálló karikaturista stílust alakított ki, melynek segítségével egy perc alatt, az első benyomást megragadva, kevés vonallal tudta visszaadni a portréalany jellemző vonásait. Igyekezett lerajzolni minden magyar és Magyarországon megforduló külföldi hírességet, és aki nem jött el, azt lehetőség szerint külföldi utazásai során rajzolta le, pl. a müncheni vagy a los angeles-i olimpián. Így készülhettek el karikatúrái számtalan világhírű személyiségről Liz Taylor-tól, Ella Fitzgerald-on át Roger Moore-ig, Pelé-től Franz Beckenbauer-ig, Alberto Moravia-tól Pablo Neruda-ig, Helmut Schmidt-től  Fidel Castro-ig.

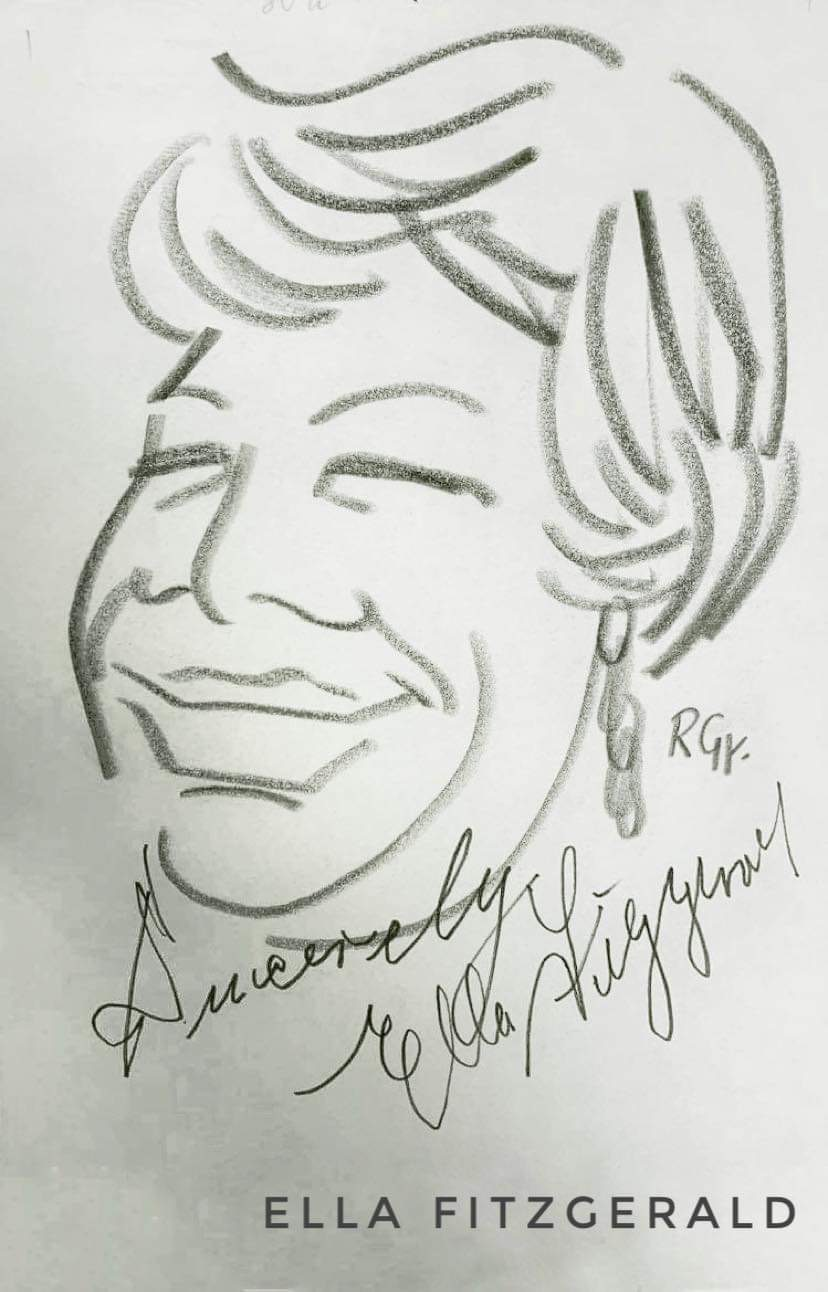
Ella Fitzgerald, karikatúra

Karikaturista tevékenysége mellett Rózsahegyi György folyamatosan foglalkozott festészettel is, készített tájképeket, csendéleteket, aktokat és természetesen portrékat is. Festőművészi pályája során modellt ültek neki a magyar kultúra legnagyobbjai, mint Kassák Lajos, Gobbi Hilda, Palotai Boris, Karinthy Ferenc, Déry Tibor és sokan mások.
Festményei és karikatúrái 40 egyéni és csoportos kiállításon szerepeltek, Rózsahegyi György maga pedig számtalan rendezvényen vett részt, ahol a nézők megcsodálhatták, hogyan lehet másodpercek alatt, méregetés és precíz tervezés nélkül, egy-két ceruzavonással a modell karakterét tökéletesen megragadó karikatúrát készíteni.

## Kötetei
- Maszk nélkül, 1967
- Új magyar parnasszus, 1973
- Skalpok és Trofeák, 1982
- Karikatúrastadion, 1983